# 140 (număr)
140 (o sută patruzeci) este numărul natural care urmează după 139 și precede pe 141.

## În matematică
- Este un număr compus, un număr abundent și un număr Ore.[2][3]
- Este un număr harshad în baza 10.[4]
- Este un număr practic.[5][6]
- Este un număr rotund.[7][8]
- Este un număr semiperfect (pseudoperfect).[9][10]
- Este un număr piramidal pătratic.[11]
- Este un număr repdigit în bazele de numerație: 13, 19, 27, 34, 69 și 139.

## În știință
- Este numărul atomic al unquadniliumului, un element ipotetic.

### Astronomie
- NGC 140, o galaxie spirală din constelația Andromeda.
- 140 Siwa, o planetă minoră (asteroid) din centura principală.
- 140P/Bowell-Skiff, o cometă descoperită de Bowell și Skiff.

## Alte domenii
O sută patruzeci se mai poate referi la:
- 140, un joc video.